# Black Panther: World of Wakanda
Black Panther: World of Wakanda (с англ. — «Чёрная пантера: Мир Ваканды») — серия комиксов, состоящая из 6 выпусков, которую в 2016—2017 годах издавала компания Marvel Comics.

## Синопсис
Серия фокусируется на команде Дора Миладже из Ваканды. В частности, она повествует об Айо и Анеке.

### Выпуски
| № | Дата выхода     | Оценка на Comic Book Roundup    |
| - | --------------- | ------------------------------- |
| 1 | 9 ноября 2016   | 8,5 из 10 на основе 11 рецензий |
| 2 | 21 декабря 2016 | 8,8 из 10 на основе 2 рецензий  |
| 3 | 18 января 2017  | 7,7 из 10 на основе 5 рецензий  |
| 4 | 15 февраля 2017 | 8,6 из 10 на основе 3 рецензий  |
| 5 | 15 марта 2017   | 8 из 10 на основе 4 рецензий    |
| 6 | 19 апреля 2017  | 8,9 из 10 на основе 6 рецензий  |

### Сборники
| Название                        | Тип            | Дата выхода  | Собранный материал                   | Кол-во страниц | ISBN                      |
| ------------------------------- | -------------- | ------------ | ------------------------------------ | -------------- | ------------------------- |
| Black Panther: World of Wakanda | Мягкая обложка | 27 июня 2017 | Black Panther: World of Wakanda #1-6 | 144            | 9781302906504, 130290650X |

## Реакция

### Отзывы критиков
На сайте Comic Book Roundup серия имеет оценку 8,4 из 10 на основе 31 рецензии. Журналист из The A.V. Club отмечал, что комикс направлен на демонстрацию того, что члены Дора Миладже «не просто второстепенные персонажи в жизни Т’Чаллы». Роберт Рид из Newsarama дал дебюту 8 баллов из 10 и посчитал, что Роксана Гей «отлично справляется с любовной историей». Последнему выпуску он поставил оценку 9 из 10 и подчеркнул, что «сценарий Брауна действительно помогает немного конкретизировать развитие персонажей».

### Награды
| Год  | Награда           | Категория              | Результат | Прим.                |
| ---- | ----------------- | ---------------------- | --------- | -------------------- |
| 2018 | Eisner Award      | Best Limited Series    | Победа    | [ 20 ] [ 21 ]        |
| 2018 | GLAAD Media Award | Outstanding Comic Book | Победа    | [ 22 ] [ 23 ] [ 24 ] |

### Продажи
Ниже представлен график продаж комикса за первый месяц выпуска на территории Северной Америки.